# Frank M. Karsten

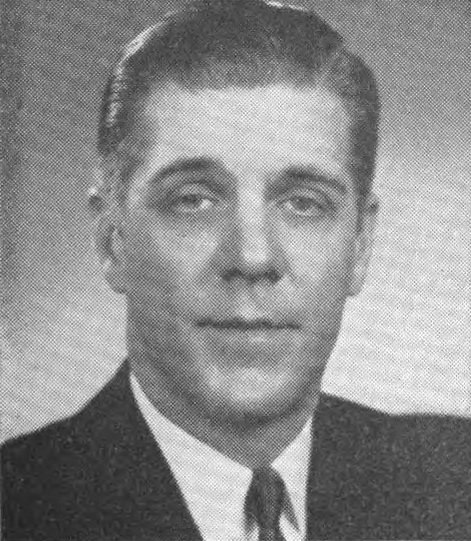
Frank M. Karsten

Frank Melvin Karsten (* 7. Januar 1913 in San Antonio, Texas; † 14. Mai 1992 ebenda) war ein US-amerikanischer Politiker. Zwischen 1947 und 1969 vertrat er den Bundesstaat Missouri im US-Repräsentantenhaus.

## Werdegang
Frank Karsten besuchte die Beaumont High School in St. Louis (Missouri). Nach einem anschließenden Jurastudium an der National University in Washington, D.C., aus der später die George Washington University hervorging, und seiner Zulassung als Rechtsanwalt begann er in diesem Beruf zu arbeiten. Gleichzeitig schlug er als Mitglied der Demokratischen Partei eine politische Laufbahn ein. Zwischen 1934 und 1946 gehörte er dem Stab des Kongressabgeordneten John J. Cochran an.
Bei den Kongresswahlen des Jahres 1946 wurde Karsten im 13. Wahlbezirk von Missouri in das US-Repräsentantenhaus in Washington, D.C. gewählt, wo er am 3. Januar 1947 Cochrans Nachfolge antrat. Nach zehn Wiederwahlen konnte er bis zum 3. Januar 1969 elf Legislaturperioden im Kongress absolvieren. Nach der Auflösung seines Wahlbezirks im Jahr 1952 vertrat er ab 1953 als Nachfolger von Clare Magee den ersten Distrikt des Staates Missouri. 1957 war Karsten amerikanischer Delegierter auf einer internationalen Handels- und Zollkonferenz in Genf. Zwischen 1964 und 1965 war er auch einer der Delegierten einer Britisch-Amerikanischen Konferenz der Parlamentarier.
Während seiner langen Zeit als Kongressabgeordneter kam es zum Koreakrieg und zum Vietnamkrieg. Innenpolitisch stand die Bürgerrechtsbewegung im Mittelpunkt. Damals wurden auch der 22., der 23., der 24. und der 25. Verfassungszusatz ratifiziert. Im Jahr 1968 verzichtete Frank Karsten auf eine erneute Kongresskandidatur. Nach seinem Ausscheiden aus dem US-Repräsentantenhaus zog er sich aus der Politik zurück. Er starb am 14. Mai 1992 in seiner Geburtsstadt San Antonio, wo er auch beigesetzt wurde.